# Tamron
Tamron Co., Ltd. (яп. 株式会社タムロン Кабусики-гайся Тамурон) (TYO: 7740) — японская компания, производящая фотообъективы, линзы и элементы оптических приборов. Одним из крупнейших акционеров компании является принадлежащий Sony фонд Sony Corp. Pension Fund (14,88 % акций).
Центральный офис компании находится в городе Сайтама (Префектура Сайтама, Япония).

## История
Компания Tamron основана в ноябре 1950 года в городе Урава, Япония. Первоначально компания называлась Taisei Optical Equipment Manufacturing и занималась производством оптики для фотоаппаратов и биноклей.
В августе 1958 года зарегистрирована торговая марка Tamron.
В апреле 1970 года компания была переименована и получила своё современное название Tamron Co., Ltd.
В 1995 году Tamron покупает часть компании Bronica Co., Ltd. и тем самым выходит на рынок среднеформатной техники.
В 1998 году Tamron покупает компанию Bronica Co., Ltd.
В 2009 году открылось московское представительство Tamron Europe GmbH.
1 апреля 2012 года открыто российское подразделение — ООО Tamron.
В январе 2012 года компания присоединилась к стандарту Микро 4:3.
В 2017 году Tamron приобретает компанию Toumeigiken Co., а также начинает продажи модулей объективов для камер дронов.

## Продукция
- Фотообъективы:
  - Объективы для цифровых зеркальных фотоаппаратов (DSLR) различных производителей
  - Объективы для цифровых беззеркальных фотоаппаратов (MILC) различных производителей
  - Телеконвертеры
- Элементы оптических приборов:
  - Объективы для видеокамер
  - Объективы для камер мобильных телефонов
- Коммерческая и промышленная оптика:
  - CCTV-объективы для камер наблюдения, промышленных видеосистем
  - Проекционные объективы, линзы и другие комплектующие оптических систем

## Список фотообъективов Tamron

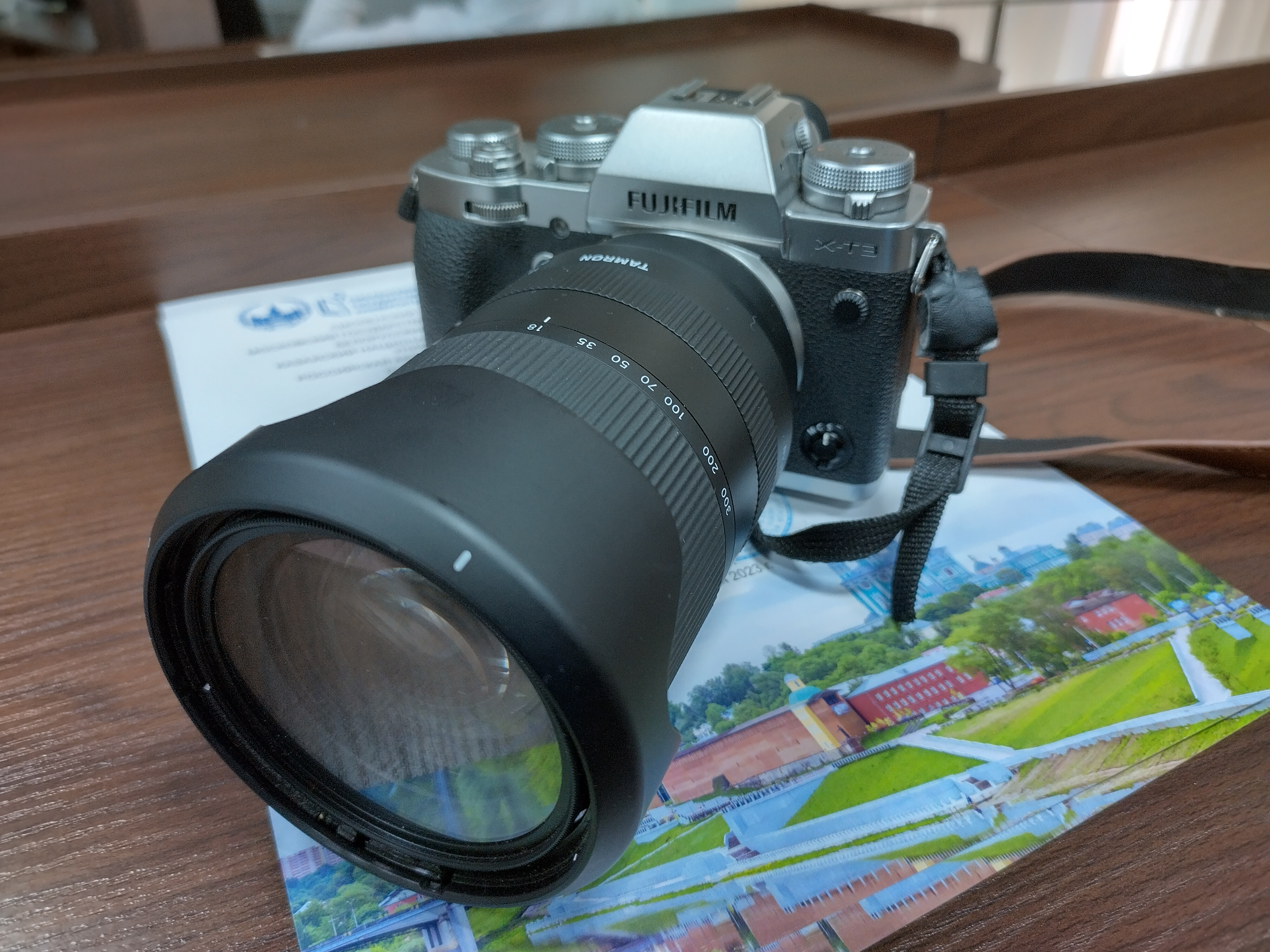
Объектив Tamron 18-300 3.5-6.3 DiIII-AVC VXD Fujifilm X APS-C с фотоаппаратом Fujifilm X-T3

### Виды объективов
- Di (англ. Digitally Integrated) — объективы, предназначенные для использования с любыми зеркальными фотоаппаратами[4].
- Di II — объективы для использования с цифровыми зеркальными фотоаппаратами с матрицей формата APS-C[4].
- Di III — объективы для использования с любыми цифровыми беззеркальными фотоаппаратами.
- Di III-A — объективы для использования с цифровыми беззеркальными фотоаппаратами с матрицей формата APS-C.

### Дополнительные обозначения
- SP (англ. Super Performance) — профессиональная серия объективов.
- AF (англ. Auto focus) — объективы с автоматической системой фокусировки.
- IF (англ. Internal Focus) — объективы с внутренней системой фокусировки.
- LD/XLD (англ. Low Dispersion / eXtra Low Dispersion) — объективы, использующие линзы из стекла с низкой/сверхнизкой дисперсией.
- XR (англ. eXtra Refraction) — объективы, использующие линзы из стекла с высокими показателями преломления.
- VC (англ. Vibration Compensation) — объективы с оптической стабилизацией.
- AD (англ. Anomalous Dispersion) — объективы, использующие линзы с аномальной дисперсией.
- FL (англ. Fluorine Coating) — фтористое покрытие передней линзы, отталкивающее влагу и грязь.
- TLU (англ. Tamron Lens Utility) — объектив совместим со специализированным программным обеспечением, позволяющим его кастомизировать и обновлять встроенное ПО.
- USD (англ. Ultrasonic Silent Drive) — объективы, использующие бесшумный пьезо-ультразвуковой мотор, который обеспечивает точную и быструю автофокусировку.
- RXD (англ. Rapid eXtra-silent stepping Drive) — объективы, использующие бесшумный шаговый привод, с высокой точностью регулирующий положение блока линз и точки фокусировки.
- VXD (англ. Voice-coil eXtreme-torque Drive) — объективы, использующие привод фокусировки на базе линейного двигателя.
- OSD (англ. Optimized Silent Drive) — объективы, использующие очень быстрый и тихий редукторный привод.
- HLD (англ. High/Low-torque Drive) — объективы, использующие редукторный привод с большим крутящим моментом.
- PZD (англ. Piezo Drive) — объективы, использующие пьезо-ультразвуковой мотор, который обеспечивает тихую, точную и быструю автофокусировку.

### Выпущенные объективы
|                                                            | Di | Di II                                                                                     | Di III | Di III-A                                                                               |
| ---------------------------------------------------------- | --- | ----------------------------------------------------------------------------------------- | --- | -------------------------------------------------------------------------------------- |
| Широкоугольные объективы с переменным фокусным расстоянием | - SP 15-30mm f/2.8 G2 Di VC USD (Model A041) | - 10-24mm f/3.5-4.5 Di II (Model B023)                                                    | - 17-28mm F/2.8 Di III RXD (Model A046) | - 11-20mm F/2.8 Di III-A RXD (Model B060)                                              |
| Стандартные объективы с переменным фокусным расстоянием    | - 35-150mm F/2.8-4 DI VC OSD (Model A043) - 24-70 F/2.8 DI VC USD G2 (Model A032) |                                                                                           | - 35-150mm F/2-2.8 Di VC OSD (Model A058) - 28-75mm F/2.8 Di III VXD G2 (Model A063)                                                                                  | - 17-70mm F/2.8 Di III-A VC RXD (Model B070)                                           |
| Телеобъективы с переменным фокусным расстоянием            | - 100-400mm F/4.5-6.3 Di VC USD (Model A035) - SP 70-200mm F/2.8 DI VC USD G2 (Model A025) - SP 150-600mm F/5-6.3 DI VC USD G2 (Model A022)                                                                         |                                                                                           | - 70-180mm F/2.8 Di III VXD (Model A056) - 150—500 F/5-6.7 Di III VC VXD (Model A057)                                                                                 |                                                                                        |
| Объективы с большим диапазоном фокусных расстояний         | | - 18-200mm F/3.5-6.3 Di II VC (Model B018) - 18-400mm F/3.5-6.3 Di II VC HLD (Model B028) | - 28-200mm F/2.8-5.5 Di III RXD (Model A071) | - 18-200mm F/3.5-6.3 Di III VC (Model B011) - 18-300mm F/3.5-6.3 Di III-A (Model B061) |
| Объективы с фиксированным фокусным расстоянием             | - SP 35mm F/1.4 DI USD (Model F045) - SP 45mm F/1.8 Di VC USD (Model F013) - SP 85mm F/1.8 Di VC USD (Model F016) - SP 90mm F/2.8 Di MACRO 1:1 VC USD (Model F004) - SP 90mm F/2.8 Di MACRO 1:1 VC USD (Model F017) |                                                                                           | - 20mm F/2.8 Di III OSD M 1:2 (Model F050) - 24mm F/2.8 Di III OSD M 1:2 (Model F051) - 35mm F/2.8 Di III OSD M 1:2 (Model F053) - 90mm F/2.8 Di III VXD Macro (F072) |                                                                                        |